# McIntosh (maçã)

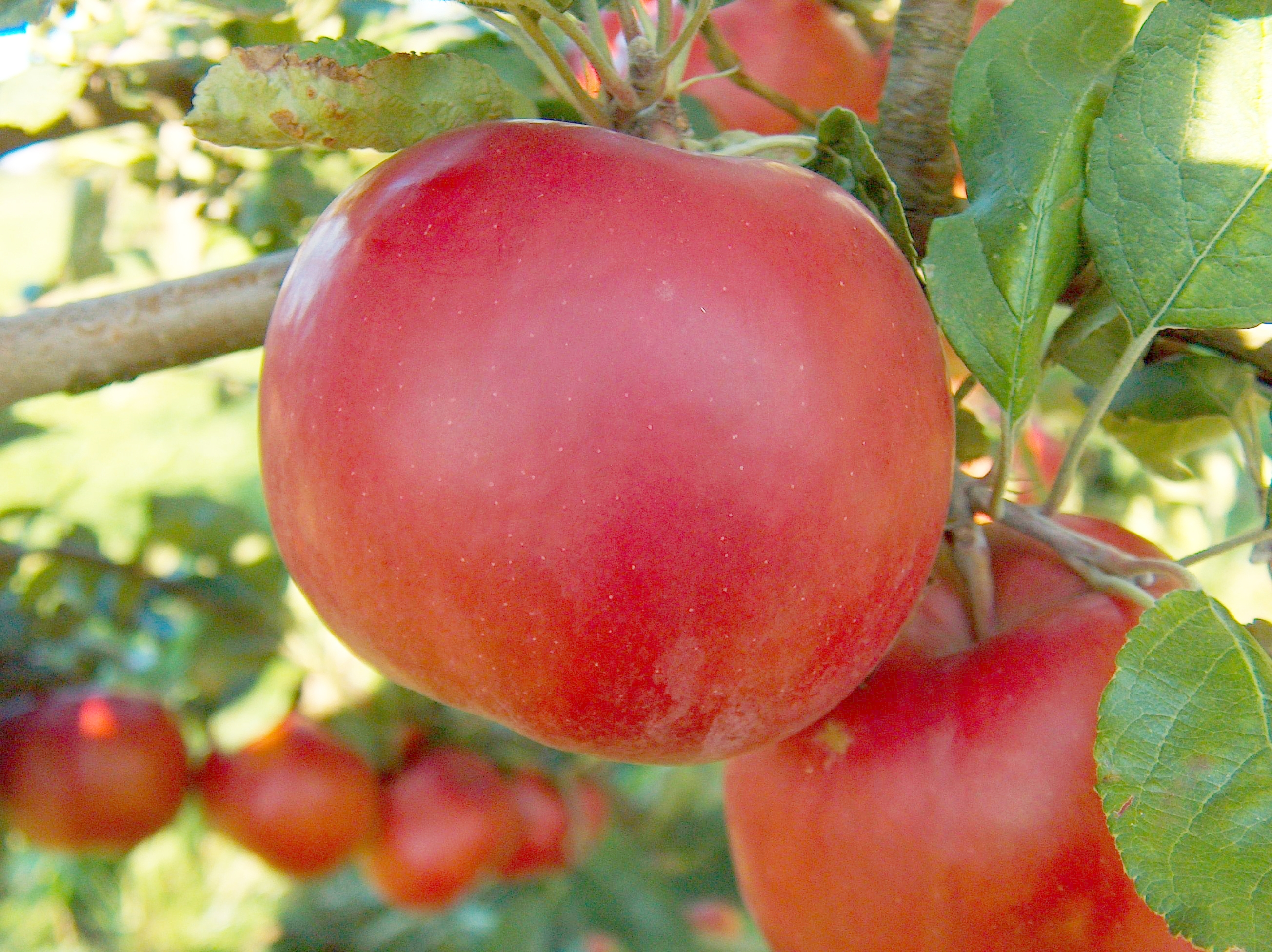
McIntosh numa árvore.

A Red McIntosh ou somente McIntosh é um tipo de maçã originalmente cultivada no leste do Canadá e na Nova Inglaterra.

## História
Em 1796, Ontário, Canadá, John McIntosh descobriu aproximadamente 20 jovens macieiras enquanto limpava um terreno. Ele transplantou as árvores para um local perto da sua casa, porém em 1830 apenas uma árvore estava viva. John combinou seu sobrenome com a cor da fruta, e a chamou de "McIntosh Red".
Desde o momento em que as árvores foram transplantadas elas produziram saborosas frutas. Em 1893, a casa dos McIntosh pegou fogo, e a macieira que estava a 5 metros da casa queimou apenas de um lado. Contudo, o lado saudável da árvore continuou a dar maçãs até 1908.
Felizmente, logo em 1836, o filho de John, Allan McIntosh, começou a enxertar partes da árvore para que ela pudesse ser cultivada em outros lugares por outros agricultores.
Graças aos esforços do McIntosh e sua família para propagar recortes da árvore original (sementes não produzem os mesmos frutos), a "McIntosh Red" agora vive em toda a América do Norte e em todo o mundo.
Também se origina dela o nome dos computadores pessoais da Apple Inc., os Macintosh.